# Finca El Cortesin Club de Golf
El Cortesin is een golfclub aan de Costa del Sol in Spanje. De baan ligt op ongeveer 80km van het vliegveld van Málaga, tussen Estepona en Sotogrande, tussen de Estepona bergen en de Middellandse Zee.
De 18 holesbaan is ontworpen door golfbaanarchitect Cabell Robinson en landschapsarchitect Herald Huggan. Er staan veel oude kurkeiken. De meer dan honderd bunkers zijn gevuld met gemalen marmer, net als Sotogrande. Er wordt les gegeven door pro's van de Jack Nicklaus Academy.
De baan wordt omringd door een groot hotel en vele vakantiehuizen.

## Internationale toernooien

#### Wereldkampioenschap matchplay
In 2009, 2011 en 2012 werd het wereldkampioenschap matchplay in Spanje op El Cortesin gespeeld.